# Trại Họp bạn Hướng đạo Thế giới lần thứ 11
Trại Họp bạn Hướng đạo Thế giới lần thứ 11 (11th World Scout Jamboree) được Hy Lạp tổ chức năm 1963 ở Marathon.
Đoàn đông nhất tham dự sự kiện này là Vương quốc Anh, với khoảng 1.500 Hướng đạo sinh tham dự.
Trại được chia thành 11 tiểu trại cho các Hướng đạo sinh tham dự, cùng với 5 tiểu trại khác cho các nhân sự kỹ thuật và quản lý. Khu trại trải rộng một vùng tổng cộng 5.000 m².
Các quầy ăn uống và triển lãm rải rác quanh khu đất trại, và thậm chí có một sân khấu 20.000 chỗ. Tiêu điểm của trại là Làng Hy Lạp (Greek Village) cung ứng cảnh và âm thanh, thức ăn và giải trí từ khắp nơi trên đất nước Hy Lạp.
Cũng có một đề tài vận động thể thao cho sự kiện này, gồm trò chơi ba môn và các môn thể thao khác. Sự kiện chính cho Trại Họp bạn là Các công việc của Hercules - một loạt các nhiệm vụ được thiết lập để thử sức mạnh, tài tháo vát, và sức bền của các Hướng đạo sinh tham dự.
Hướng đạo trưởng của Hy Lạp, Thái tử Hy Lạp Constantine, tham dự mọi hết tất cả 11 ngày của trại họp bạn này. Ở một buổi lễ đặc biệt, Hướng đạo trưởng của Khối Thịnh vượng chung Ngài Charles Maclean trao tặng Thái tử một giải Sói bạc (Silver Wolf) - giải thưởng cao nhất trong Hội Hướng đạo Vương quốc Liên hiệp Anh.
Sự kiện bị hoen ố bởi thảm kịch khi đoàn Hướng đạo của Philippines bị mất mạng trong một vụ rơi máy bay.
Phu nhân Olave Baden-Powell (vợ của Robert Baden-Powell, người sáng lập phong trào Hướng đạo) nói ở buổi lễ bế mạc:
"Tôi muốn tạo ra một từ mới để các bạn nhớ; từ đó là "welgo" (vững bước đi).
Vững bước đi bây giờ trên đường của các bạn, mang theo bên bạn ánh sáng Hướng đạo
như ngọn đuốc Marathon, làm việc tốt, chơi tốt, và truyền đi ý tưởng Hướng đạo thật xa
như các bạn có thể. Chúng tôi tin tưởng các bạn, những Hướng đạo sinh của Thế giới
giúp mang đến sự ngự trị của hòa bình và thiện chí trong cả thế giới. Vững bước đi đến với tất cả các bạn!"
Tiếp theo sau bài diễn văn, một ngọn đuốc được trao tay một Hướng đạo sinh Mỹ. Ngọn đuốc sẽ được thắp sáng tại Trại Họp bạn Hướng đạo Thế giới lần kế tiếp, được tổ chức bởi Hoa Kỳ.